# Hossein Jahanbanian
Hossein Jahanbanian (né le 2 avril 1976) est un coureur cycliste professionnel iranien.

## Palmarès
- 2005
  - 3e étape du Milad De Nour Tour
- 2006
  - 3e du championnat d'Iran sur route
- 2007
  - 1re étape du Kerman Tour
  - 3e étape du Milad De Nour Tour
  - 3e du Tour de Thaïlande
- 2008
  - 3e étape du Tour d'Indonésie
  - 3e du Tour d'Indonésie
- 2010
  - 2e du championnat d'Iran sur route
  - 3e du championnat d'Iran du contre-la-montre
- 2011
  - Classement général du Tour de Java oriental
  - 3e du Tour de Brunei
- 2014
  - Tour de Siak :
    - Classement générak
    - 1re étape

## Classements mondiaux
| Année         | 2006 | 2007 | 2008 | 2009 | 2010 | 2011 | 2012 | 2013 | 2014 |
| ------------- | ---- | ---- | ---- | ---- | ---- | ---- | ---- | ---- | ---- |
| UCI Asia Tour | 39e  | 28e  | 108e | 68e  | 40e  | 28e  |      |      | 235e |